# Stephano (měsíc)
Stephano (původní označení S/1999 U 2) je jeden z malých vnějších měsíců planety Uran s nepravidelnou oběžnou dráhou. Jeho oběžná dráha od planety je 8 004 000 km, průměr okolo 32 km, hmotnost asi 6×1015 kg a oběžná doba 676,5 dní.
Měsíc byl objeven Brettem J. Gladmanem v roce 1999. Podobně jako ostatní Uranovy měsíce nese Stephano své jméno podle jedné z postav díla Williama Shakespeara, konkrétně ze hry Bouře.